# فيليب كلارك
فيليب كلارك (12 أغسطس 1979 في السودان - ) (بالإنجليزية: Philip Clark)‏ هو لاعب كريكت بريطاني. لعب مع نادي الكريكت في جامعة أكسفورد ‏.

## وصلات خارجية
- فيليب كلارك على موقع إي آس بي آن كريك إنفو (الإنجليزية)